# 阿波羅冰川
68°50′S 64°45′W / 68.833°S 64.750°W
阿波羅冰川是南極洲的冰川，位於葛拉漢地的鮑曼海岸，全長17公里，最終在距離南極半島東岸4公里注入阿佛洛狄忒冰川，以希臘神話的光明之神阿波羅命名。